# Pave Agapetus 1.
Agapetus 1. (død 22. april 536) var pave fra 13. maj 535 til sin død i 536. Han bør ikke forveksles med en anden katolsk helgen, sankt Agapetus, der er en tidlig kristen martyr, hvis festdag er 6. august.
Han blev født i Rom, selvom hans præcise fødselsdato er ukendt. Han var søn af Gordianus, en romersk præst, der var blevet dræbt under oprør mens Symmachus var pave (498–514). Faderens navn peger muligvis på familierelationer til to andre paver: Felix 2. (483–492) og Gregor 1. (590–604). Gregor var en efterkommer af Felix. Gregors far, Gordianus, var Regionarius i den romerske kirke, men der vides ikke andet om denne stilling.